# 人中之龍6 生命詩篇。
《人中之龍6 生命詩篇。》（中国大陆又译作）是世嘉於2016年12月8日在PlayStation 4發售的遊戲軟體，也是首次沒有PlayStation 3版本，只有一個平台。本作為《人中之龍5 實現夢想者》的延續。
在2020年12月11日美版人龍官方宣布6代即將登入Steam跟Xbox One，在2021年3月26日發行。

## 概要
在2016年7月26日舉辦「《人中之龍6》發表会」，是系列作的最新作。
本作是系列作中初次由PS4獨占，主題是「桐生一馬傳說，最終章」，讓人可想像到本作會有將系列作的發展一次了結的故事內容。舞台在東京的神室町以及全新登場的廣島尾道市仁涯町2個都市。
客串聲優分別有演員藤原龍也 、小栗旬 、真木陽子及大森南朋、搞笑藝人宮迫博之，以及知名導演和大學教授北野武等人。此外，藤原及宮迫也曾在《3》中声演島袋力也和神田強，本作中則以本人的面貌參與演出。另外，搶先在本作發表前舉辦的「女公關選秀會」中合格的五名人選也會在本作演出。
日文版與繁體中文版於2016年12月8日同步推出。另外2016年11月29日推出可將存檔繼承到正式版的体驗版。在2016年12月举办的PSX大会上，游戏宣布将会于2018年在欧美地区发售。

## 故事大綱
2012年，成為偶像的澤村遥在演唱會現場中，突然自白說「我就是桐生一馬的家人」的同時，一場捲入日本五大都市的巨大黑道鬥爭也跟著結束。
桐生知道，為了要讓遥以及「牽牛花」孤兒院的孩子們得到幸福，就必須付出代價，讓他決定要再次金盆洗手，並因此入獄接受處罰。原本以為可以獲得穩定生活而從藝能界引退的遙，面對的卻是世人不斷投以「受黑道養育的女兒」的苛責眼光，每天不斷受人惡意毀謗的遥知道自己過於天真，因此為了不讓「牽牛花」受到波及，決意離開「牽牛花」孤兒院。
隨著時間流逝，2016年12月桐生刑期結束回到「牽牛花」，從歡迎他回來的孩子們口中知道遙失蹤的事情，為了找尋遙的下落而回到神室町，但卻在那邊從刑警好友伊達真口中得悉一個令人難以置信的事實：遥在神室町遭人襲擊，受了重傷昏迷不醒，肇事者卻不知所終。
看到遙為了「牽牛花」而離開，現在卻在醫院昏迷不醒，心痛不已的桐生知悉遥在失蹤時曾待在廣島，以及遙在事故發生時，有一個她捨身保護，名叫「澤村遙人」的孩子，為了追尋遙為何在廣島，以及遙人的親生父親究竟是誰，桐生踏入了在全國僅次於東城会和近江連合，在廣島執牛耳的黑道組織「陽銘連合会」的地盤——廣島「尾道仁涯町」。與此同時，神室町也即將陷入東城会、中國黑幫以及韓國黑幫三大勢力的鬥爭之中。

## 登場人物
和人中之龍系列作一樣，部分角色的面貌以配音的演員為原型而製作出來。

## 人中之龍6 先行體驗版
是人中之龍 極的遊戲特典。目的是為讓玩家先行體驗「人龍引擎」。
劇情是跟《人中之龍6 生命詩篇》不一樣，但是人物設定是有保留，例如張=祭汪會的艾德。
跟本傳不同的是,桐生是穿著藍色羽絨衣+牛仔褲搭配軍靴,而非傳統的灰色西裝+酒紅色襯衫。
由於《人中之龍6 生命詩篇》的劇情评价褒贬不一,部分玩家寧願把先行體驗版當作「桐生一馬傳說，最終章」真正的結局。

## 遊戲系統
本作首部登入PS4，因此相關要素都全部煥然一新。
戰鬥
將系統重新架構並且更新動作模組，並開發出稱作「動作組合系統」的新系統，在不斷的攻擊下，會依照敵人的姿勢以及攻擊的角度及方向，呈現出自然的攻擊模組或遭人攻擊的模組，另外攻擊中隨著打中敵人以及被防禦到而讓角色有不同的反應，讓戰鬥的演出更貼近真實。然後還有依據地形及物品的「玩偶系統」，對應角色的移動、被擊飛後的限制、高低差以及動態的物件而同樣作出細製的調整，進一步提升真實性。另外，在前作中遇到敵人時必須全數打敗才能結束戰鬥的設定，也改成可以中途逃走，並且也有追加讓桐生的能力可以暫時提升的「無限鬥氣狀態」。
冒險
本作將《4》中登場的屋頂及地下街做了更細緻的設計，除了增加遊玩的自由度以外，各種場景也採用無接縫的設計，在戰鬥及進入店內時，都能享受無接縫的遊玩方式。另外，管理画面採用智慧型手機的畫面，還追加SNS及拍照等新功能。其他還有讓全場景全語音化，以及可以在主觀模式中進行移動等新功能。
小遊戲
本作中加入數個隨著不同地區才會有的新款小遊戲，包括在神室町中與女孩子一起網絡聊天「線上聊天」、與企業聯名的「RIZAP身體鍛鍊」、在尾道仁涯町中與貓交流的「經營貓咪咖啡廳」、棒球模擬遊戲「經營業餘棒球賽」、射擊遊戲「潛水補魚」，以及與酒店遊戲相似「小酒店遊玩」等。其他小遊戲還有創造組織進行亂戰的「組織創造者」，以及安撫突然哭泣的遙人的「照顧小孩」。至於系列作中既有的遊戲依然存在，但上酒店、卡啦OK、射飛鏢及棒球打擊等小遊戲則有其玩法。至於電玩中心裡，除了在《0》中登場的老遊戲外，《 VR快打5 Final Showdown》，以及《魔法氣泡系列》也以新遊戲的方式出現。

### 樂曲
本作中採用了山下達郎的歌曲，但其中並無為遊戲所創作的新曲，僅有提供數首舊曲使用。
- 主題曲：山下達郎「蒼氓」（1988年專輯《僕の中の少年》收錄曲）
- 插曲：山下達郎「希望という名の光」（2010年單曲）
- 插曲：山下達郎「飛遊人 –Human–」（1991年專輯《ARTISAN》收錄曲）
- 插曲：山下達郎「片想い」（1991年專輯《ARTISAN》收錄曲）
- 片尾曲：山下達郎「アトムの子」（1991年專輯《ARTISAN》收錄曲）

## 评价
| 汇总媒体   | 得分                                |
| ---------- | ----------------------------------- |
| Metacritic | PS4: 83/100 PC: 82/100 XONE: 87/100 |

| 媒体            | 得分    |
| --------------- | ------- |
| Destructoid     | 7/10    |
| Edge            | 8/10    |
| 电子游戏月刊    | 9.0/10  |
| Game Informer   | 9.25/10 |
| Game Revolution | [ 14 ]  |
| GamesRadar+     | [ 15 ]  |
| GameSpot        | 8/10    |
| IGN             | 7.5/10  |
| Polygon         | 8.5/10  |
| Fami通          | 39/40   |

《人中之龍6 生命诗篇》获得了日本著名游戏媒体《Fami通》给予的39分（满分40分）的高评价。而IGN日本则给出了7分（满分10分）。
游戏在日本地区首周销量达到约21.8万份，成为当周游戏软件销量冠军；但与在双平台发售的前作《人中之龍0》相比有一定的下降。
《人中之龍6》在韩国地区原定于2017年发售，但是在2016年12月索尼互动娱乐韩国宣布本作将不会在韩国发售，索尼在声明中表示停止发售是基于游戏内容的考虑。此外游戏的中文版中出现曾争议内容，后由世嘉在版本1.02修正檔中修改內容。

## 差異
- 本作中主題曲因版權問題，改用其他的音樂替代
- 在回憶故事中，2代回憶故事改成用極2的畫面，345用hd的畫質替代。
- 追加自動存檔功能
- 追加可以更改圖像等功能，可依電腦的需求，調整到最適合的狀況。

## 備註
1. ↑  . 4Gamer. 2016-09-16  [2016-11-30]. （原始内容存档于2019-10-21） （日语）.
2. 1 2 3 4  . ファミ通.com.   [2016-07-26]. （原始内容存档于2020-11-08） （日语）.
3. ↑  . ファミ通.com.   [2016-07-26]. （原始内容存档于2019-05-11） （日语）.
4. ↑  . セガ 製品情報サイト.   [2016-07-26]. （原始内容存档于2019-08-02） （日语）.
5. ↑  . ファミ通.com.   [2016-11-15]. （原始内容存档于2018-10-21） （日语）.
6. ↑  . IGN. 2016-12-03  [2016-12-14]. （原始内容存档于2020-11-30）.
7. ↑  . Metacritic.   [2018-03-24]. （原始内容存档于2018-03-16）.
8. ↑  . Metacritic. CBS Interactive.   [2021-03-25]. （原始内容存档于2020-11-12）.
9. ↑  . Metacritic. CBS Interactive.   [2021-03-25]. （原始内容存档于2021-05-19）.
10. ↑  Glagowski, Peter. . Destructoid. 2018-03-15  [2018-03-24]. （原始内容存档于2018-03-18）.
11. ↑  . Edge (Future plc). April 2018, (317): 108–110.
12. ↑  Patterson, Mollie. . Electronic Gaming Monthly. 2018-03-15  [2018-03-24]. （原始内容存档于2018-03-20）.
13. ↑  Cork, Jeff. . Game Informer. 2018-03-15  [2018-03-28]. （原始内容存档于2018-03-23）.
14. ↑  Faulkner, Jason. . Game Revolution. 2016-03-15  [2018-03-24]. （原始内容存档于2018-03-15）.
15. ↑  Avard, Alex. . GamesRadar+. 2018-03-15  [2018-03-28]. （原始内容存档于2018-03-15）.
16. ↑  Tran, Edmond. . GameSpot. 2018-03-16  [2018-03-24]. （原始内容存档于2018-03-18）.
17. ↑  Ogilvie, Tristan. . IGN. 2018-03-15  [2018-03-24]. （原始内容存档于2018-03-18）.
18. ↑  Parkin, Jeffery. . Polygon. 2018-03-15  [2018-03-24]. （原始内容存档于2018-03-18）.
19. ↑  Romano, Sal. . Gematsu. 2016-11-29  [2016-12-01]. （原始内容存档于2016-12-01）.
20. ↑  . 游戏时光. 2016-11-30  [2016-11-30]. （原始内容存档于2016-12-03）.
21. ↑  . IGN Japan. 2016-12-18  [2016-12-23]. （原始内容存档于2020-10-24） （日语）.
22. ↑  . 4Gamer. 2016-12-14  [2016-12-15]. （原始内容存档于2020-12-02） （日语）.
23. ↑  . SIEK. 2016-12-07  [2016-12-15]. （原始内容存档于2017-08-19）.
24. ↑  . 游戏时光. 2016-12-15  [2016-12-15]. （原始内容存档于2016-12-20）.

## 外部連結
- 官方网站 （日語）